# 加拉多
加拉多（Galador），是英國作家約翰·羅納德·鲁埃爾·托爾金（J.R.R. Tolkien）的史詩式奇幻作品《未完成的故事》中的虛構人物。
他是剛鐸（Gondor）的貴族，建立了多爾安羅斯（Dol Amroth），成為當地首任的親王。

## 名字
加拉多（Galador）一名應該是辛達語，但意思不明，可以有許多版本的意思，但最可能是「樹之貴族」Tree-noble或「蓬勃成長的兄弟」Thriving brother。

## 總覽
加拉多是半精靈（Half-elven）。他的父親是登丹人（Dúnedain）貴族印拉索爾（Imrazôr），母親是西爾凡精靈米斯瑞拉斯（Mithrellas）。他的姊妹是吉米斯（Gilmith）。他至少有一位兒子，但名字不詳。從他開始，多爾安羅斯親王家系（House of Dol Amroth）一直流傳著精靈的血脈。
加拉多與他的姊妹吉米斯同為半精靈，但從未見於任何作品中有提及他們有否選擇跟隨人類或精靈的命運，或許這個選擇權只屬於第一紀元時埃蘭迪爾（Eärendil）、愛爾溫（Elwing）及二人的半精靈皇室後裔，他們的選擇權可能是維拉所賜予，故此加拉多與吉米斯無權享受這種機會。
他是首任多爾安羅斯親王（Prince of Dol Amroth），任內沒有發生什麼大事。他的父親可能是統治多爾恩俄尼爾（Dor-en-Ernil）的領主，多爾安羅斯地處其中的疆域，這或許與其中一個多爾安羅斯建立的版本吻合。加拉多應該繼承了他父親的貴族和領主地位，並於多爾安羅斯建立他的城市。
他生於第三紀元2004年，死於2129年，享年125歲。

## 生平
加拉多生於第三紀元2004年，大概是在多爾恩俄尼爾的範圍內。在他與吉米斯出生後不久的一夜，他們的母親米斯瑞拉斯離棄家人，自此失蹤，故此很可能他們兩人是由父親單獨養大。
2076年，他的父親印拉索爾去世，加拉多可能繼承了領地。在不明時間裡，加拉多修建了多爾安羅斯的城市，並將那裡定為自己領地的首府。
第三紀元2129年，加拉多逝世，結束了53年的統治（若他由2076年開始有多爾安羅斯親王一頭銜的話），由他那位名字不詳的兒子繼位。

## 資料來源
1. 1 2 3 4 5 6  《中土世界的歷史》 Vol.12《中土世界的民族》 "The Heirs of Elendil"
2. ↑  .   [2011-11-07]. （原始内容存档于2011-10-16）.
3. ↑  .   [2011-11-07]. （原始内容存档于2011-10-18）.
4. 1 2 3  《未完成的故事》 1998年 HarperCollins重印版 "History of Galadriel and Celeborn"
5. ↑  多爾安羅斯親王的來源有兩個版本：其一是在第二紀元由伊蘭迪爾冊封，因為多爾安羅斯往日居住著與伊蘭迪爾有親族血緣的忠實者登丹人；其二是平日常見的版本，由加拉多建立。或許多爾安羅斯一地自第二紀元末開始已有領主，但要直至加拉多那時才改用現名，克里斯多福·托爾金也作出同樣推測。詳見《未完成的故事》"Cirion and Eorl"備註第39條。

| 前任： 印拉索爾 （可能是多爾恩俄尼爾領主） | 多爾安羅斯親王 | 繼任： 不詳 最終至艾拉哈德 |